# Angelo Gremo
Angelo Gremo (Turijn, 3 december 1887 - Turijn, 4 september 1940) was een Italiaans wielrenner.

## Belangrijkste overwinningen
1912
- Italiaans kampioenschap op de weg, Elite

1913
- Ronde van Romagna
- Milaan-Piavo dei Govi

1914
- 1e etappe Ronde van Italië

1917
- Milaan-La Spezia
- Ronde van Emilia

1919
- Milaan-San Remo

1920
- 8e etappe Ronde van Italië

1921
- Ronde van Campanië
- 1e etappe Giro della provincia Milano (2)
- Eindklassement Giro della provincia Milano (2)

1922
- Ronde van Piëmont

1925
- Ronde van Romagna

## Resultaten in voornaamste wedstrijden
| Jaar | Ronde van Italië | Ronde van Frankrijk | Ronde van Spanje |
| ---- | ---------------- | ------------------- | ---------------- |
| 1911 |                  |                     |                  |
| 1912 | ↑                |                     |                  |
| 1913 |                  | opgave              |                  |
| 1914 | opgave (1)       | opgave              |                  |
| 1915 |                  |                     |                  |
| 1917 |                  |                     |                  |
| 1919 | 6e               |                     |                  |
| 1920 | ↑                | opgave              |                  |
| 1921 | 5e               |                     |                  |
| 1922 |                  | opgave              |                  |
| 1923 | 10e              |                     |                  |
| 1924 |                  |                     |                  |
| 1925 |                  | 26e                 |                  |

| Jaar | Milaan-San Remo | Parijs-Roubaix | Ronde van Lombardije |
| ---- | --------------- | -------------- | -------------------- |
| 1911 |                 |                | 15e                  |
| 1912 |                 | 25e            | 21e                  |
| 1913 | 4e              |                |                      |
| 1914 | 16e             |                | 10e                  |
| 1915 | ↑               |                | 14e                  |
| 1917 | ↑               |                | 7e                   |
| 1919 | ↑               |                |                      |
| 1920 |                 |                |                      |
| 1921 |                 | 36e            | 12e                  |
| 1922 |                 |                | 6e                   |
| 1923 | 8e              | 48e            |                      |
| 1924 | 10e             |                | 14e                  |
| 1925 |                 |                |                      |

## Ploegen
- 1912 - Peugeot
- 1913 - Peugeot-Wolber
- 1914 - Peugeot-Wolber
- 1915 - Bianchi
- 1916 - Maino
- 1917 - Bianchi
- 1918 - Dei
- 1919 - Stucchi
- 1920 - Bianchi
- 1921 - Bianchi-Dunlop
- 1922 - Bianchi
- 1923 - Maino
- 1924 - Maino
- 1925 - Météore-Wolber